# Teen Choice Awards 2002
Teen Choice Awards 2002 se konaly dne 4. srpna 2002 v Universal Amphitheater v Los Angeles.

## Účinkující
- Nelly – „Hot in Herre“
- Jennifer Love Hewitt – „BareNaked“
- BBMak – „Out of My Heart (Into Your Head)“

## Ceny
Vítězové jsou označeni tučně a jsou uvedeni první v pořadí

### Film
| Herec: drama/akční film | Herečka: drama/akční film |
| --- | --- |
| Tobey Maguire, Spider-Man - Ben Affleck, Incident - Josh Hartnett, Černý jestřáb sestřelen - Elijah Wood, Pán prstenů: Společenstvo Prstenu - Will Smith, Muži v černém 2 - Brad Pitt, Dannyho parťáci - Dwayne Johnson, Král Škorpion - Hayden Christensen, Star Wars: Epizoda II – Klony útočí | Natalie Portman, Star Wars: Epizoda II – Klony útočí - Britney Spears, Crossroads - Sandra Bullock, Podivná tajemství - Jennifer Lopez, Dost - Liv Tyler, Pán prstenů: Společenstvo Prstenu - Drew Barrymoreová, Kluci v mém životě - Kirsten Dunst, Spider-Man - Mandy Moore, Dlouhá cesta |
| Herec: Komedie | Herečka: Komedie |
| Chris Tucker, Křižovatka smrti 2 - Jason Biggs, Prci, prci, prcičky 2 - Adam Sandler, Mr. Deeds – Náhodný milionář - Freddie Prinze Jr., Scooby-Doo - Matthew Lillard, Scooby-Doo - Jack Black, Těžce zamilován - Barry Watson, Dámy nebo nedá mi? - Ben Stiller, Zoolander                      | Sarah Michelle Gellar, Scooby-Doo - Reese Witherspoonová, Jak je důležité míti Filipa - Winona Ryder, Mr. Deeds – Náhodný milionář - Anne Hathawayová, Deník princezny - Christina Ricci, Pumpkin - Gwyneth Paltrow, Těžce zamilován - Selma Blairová, Prostě sexy - Cameron Diaz, Prostě sexy |
| Objev roku: herečka | Objev roku: herec |
| Mandy Moore, Dlouhá cesta - Beyoncé Knowles, Austin Powers - Goldmember - Britney Spears, Crossroads - Jaime Pressly, Bulšit - Samantha Mumba, Stroj času - Franka Potente, Agent bez minulosti - Leonor Varela, Blade 2 - Emma Watsonová, Harry Potter a Kámen mudrců                           | Daniel Radcliffe, Harry Potter a Kámen mudrců - Orlando Bloom, Pán prstenů: Společenstvo Prstenu - Steven Brand, Král Škorpion - Hayden Christensen, Star Wars: Epizoda II – Klony útočí - Matt Czuchry, Pavoučí teror - Luke Goss, Blade 2 - Johnny Knoxville, Muži v černém 2 - Shaobo Quin,Dannyho parťáci |
| Komik | Polibek |
| Adam Sandler - Judy Gold - Whoopi Goldberg - Eddie Griffin - Bernie Mac - Chris Rock - Jon Stewart - Chris Tucker | Tobey Maguire a Kirsten Dunst, Spider-Man - Emmanuelle Chriqui a Lance Bass, Koho hledá Kevin - Hayden Christensen a Natalie Portman, Star Wars: Epizoda II – Klony útočí - Tom Cruise a Lois Smith, Minority Report - Matt Damon a Franka Potente, Agent bez minulosti - Josh Hartnett a Shannyn Sossamon, 40 dnů a 40 nocí - Mandy Moore a Shane West, Dlouhá cesta - Chris Rock a Kelly Hu, Král Škorpion - Adam Sandler a Winona Ryder, Mr. Deeds – Náhodný milionář |
| Film léta | Chemie |
| Mr. Deeds – Náhodný milionář - Austin Powers - Goldmember - Muži v černém 2 - Scooby-Doo - Agent bez minulosti - Pavoučí teror - Minority Report - Království ohně | Mandy Moore a Shane West, Dlouhá cesta - Josh Hartnett a Shannyn Sossamon, 40 dní a 40 nocí - Amanda Bynes a Frankie Muniz, Velký tlustý lhář - Britney Spears a Anson Mount, Crossroads - Chris Tucker a Jackie Chan, Křižovatka smrti 2 - Sarah Michelle Gellar a Freddie Prinze Jr., Scooby-Doo - Kirsten Dunst a Tobey Maguire, Spider-Man - Natalia Portman a Hayden Christensen, Star Wars: Epizoda II – Klony útočí                                               |
| Komedie | Film: drama/akční |
| Prci, prci, prcičky 2 - Bulšit - Orange County - Deník princezny - Scooby-Doo - Těžce zamilován - Zoolander - Prostě sexy | Spider-Man - Moulin Rouge! - Čistá duše - Černý jestřáb sestřelen - Harry Potter a Kámen mudrců - Pán prstenů: Společenstvo Prstenu - Muži v černém 2 - Star Wars: Epizoda II – Klony útočí |
| Film, který nechcete, aby viděli vaše rodiče | Slizoun |
| Prci, prci, prcičky 2 - 40 dnů a 40 nocí - Černý jestřáb sestřelen - Blade 2 - Bulšit - Resident Evil - Prostě sexy - Vanilkové nebe | Seann William Scott, Prci, prci, prcičky 2 - Lara Flynn Boylová, Muži v černém 2 - Chris Cooper, Agent bez minulosti - Willem Dafoe, Spider-man - Will Ferrell, Zoolander - Christopher Lee, Star Wars: Epizoda II – Klony útočí - Mike Myers, Austin Powers - Goldmemer - Max von Sydow, Minority Report |
| Výbuch vzteku | |
| Ben Stiller, Zoolander - Josh Harnett, 40 dnů a 40 noci - Cameron Diaz, Prostě sexy - Lance Bass, Koho hledá Kevin - Cate Blanchett, Pán prstenů: Společenstvo Prstenu - Willem Dafoe, Spider-Man - Drak, Království ohně - Josh Hartnett, 40 dnů a 40 noci - Milla Jovovich, Resident Evil      | |

### Televize
| Herec: drama | Herečka: drama |
| --- | --- |
| Barry Warson, Sedmé nebe - James Marsters, Buffy, přemožitelka upírů - Joshua Jackson, Dawsonův svět - Scott Foley, Felicity - Scott Speedman, Felicity - Jared Padalecki, Gilmorova děvčata - Shane West, Druhá šance - Tom Welling, Smallville        | Sarah Michelle Gellar, Buffy, přemožitelka upírů - Jessica Biel, Sedmé nebe - Jennifer Garnerová, Alias - Jessica Alba, Černý anděl - Alexis Bledel, Gilmorova děvčata - Katie Holmes, Dawsonův svět - Keri Russel, Felicity - Lauren Ambrose, Odpočívej v pokoji                |
| Herec: komedie | Herečka: komedie |
| Matt LeBlanc, Přátelé - Seth Green, Greg the Bunny - Zach Braff, Scrubs: Doktůrci - Frankie Muniz, Malcolm v nesnázích - Ashton Kutcher, Zlatá sedmdesátá - Topher Grace, Zlatá sedmdesátá - Bernie Mac, The Bernie Mac Show - Sean Hayes, Will a Grace | Jennifer Aniston, Přátelé - Courteney Cox, Přátelé - Lisa Kudrow, Přátelé - Jane Kaczmareková, Malcolm v nesnázích - Mila Kunis, Zlatá sedmdesátá - Laura Prepon, Zlatá sedmdesátá - Debra Messing, Will a Grace - Megan Mullally, Will a Grace                                  |
| Reality show | Televizní osobnost |
| Osbournovi - Faktor strachu - Total Request Live - American Idol - The Jamie Kennedy Experiment - The Real World - Blind Date - Becoming | Ozzy Osbourne - Andy Dick - Ben Curtis - Jamie Kennedy - Jimmy Fallon - Ananda Lewis - Carson Daly - Jon Stewart |
| Komediální pořad | Drama/akční pořad |
| Přátelé - The Bernie Mac Show - Will a Grace - Greg the Bunny - Malcolm v nesnázích - Scrubs: Doktůrci - Simpsonovi - Zlatá sedmdesátá | Sedmé nebe - Alias - Buffy, přemožitelka upírů - Černý anděl - Dawsonův svět - Felicity - Gilmorova děvčata - Smallville |
| Průlomový pořad | Nejlepší parťák |
| The Bernie Mac Show - 24 hodin - Scrubs: Doktůrci - Smallville - Alias - Off Centre - Osbournovi - Deník zasloužilé matky | Alyson Hanniganová, Buffy, přemožitelka upírů - Busy Philipps, Dawsonův svět - Keiko Agena, Gilmorova děvčata - Erik Per Sullivan, Malcolm v nesnázích - Nick Wechsler, Roswell - Allison Mack, Smallville - Michael Rosenbaum, Smallville - Wilmer Valderrama, Zlatá sedmdesátá |
| Průlomová hvězda: muž | Průlomová hvězda: žena |
| Tom Welling, Smallville - Zach Braff, Scrubs: Doktůrci - Steve Howey, Deník zasloužilé matky - Sean Maguire, Off Centre - Jack Osbourne, Osbournovi - Michael Rosenbaum, Smallville - Kiefer Sutherland, 24 hodin - Kevin Weisman, Alias                | Kelly Osbourne, Osbournovi - Sarah Chalke, Scrubs: Doktůrci - Dee Dee Davis, The Bernie Mac Show - Jennifer Garnerová, Alias - Kristin Kreuk, Smallville - Allison Mack, Smallville - Melissa Peterman, Deník zasloužilé matky - Lauren Stamile, Off Centre                      |

### Hudba
- „Foolish“ – Ashanti
- „Gangsta Lovin'“ – Eve feat. Alicia Keys
- „Oops (Oh My)“ – Tweet feat. Missy Elliott
- „Girlfriend“ – 'N Sync feat. Nelly
- „More Than a Woman“ – Aaliyah
- „Pass the Courvoisier, Part II“ – Busta Rhymes feat. P. Diddy a Pharrell
- „What's Luv?“ – Fat Joe feat. Ashanti

| Zpěvák | Zpěvačka |
| --- | --- |
| Ja Rule - Craig David - Enrique Iglesias - Jay-Z - Ludacris - Moby - Nelly - Usher | Britney Spears - Mary J. Blige - Janet Jacksonová - Alicia Keys - Jennifer Lopez - Alanis Morissette - Pink - Shakira |
| R&B/hip-hop/rap | Píseň roku |
| Usher - Mary J. Blige - Eve - Ja Rule - Alicia Keys - Ludacris - Nelly - P. Diddy | „Girlfriend“ – 'N Sync feat. Nelly - „Ain't It Funny“ – Jennifer Lopez feat. Ja Rule - „I'm a Slave 4 U“ – Britney Spears - „Fallin'“ – Alicia Keys - „Get the Party Started“ – Pink - „Hey Baby“ – No Doubt - „U Don't Have to Call“ – Usher - „Whenever, Wherever“ – Shakira |
| Album roku | Objev roku |
| Songs in a Minor – Alicia Keys - 8701 – Usher - Hybrid Theory – Linkin Park - Missundaztood – Pink - No More Drama – Mary J. Blige - Rock Steady – No Doubt - Satellite – P.O.D. - Word of Mouf – Ludacris | Ashanti - B2K - Michelle Branch - The Calling - Vanessa Carlton - Craig David - Alicia Keys - Tweet |
| Zamilovaná píseň | Rap/Hip-Hop/R&B píseň |
| „U Got It Bad“ – Usher - „All You Wanted“ – Michelle Branch - „Can't Get You Out of My Head“ – Kylie Minogue - „Drowning“ – Backstreet Boys - „Gone“ – 'N Sync - „Hero“ – Enrique Iglesias - „Underneath Your Clothes“ – Shakira - „Wherever You Will G“ – The Calling | |
| Píseň léta | Rocková skladba |
| „Hot in Herre“ – Nelly - „All You Wanted“ – Michelle Branch - „Foolish“ – Ashanti - „Gangsta Lovin'“ – Eve feat. Alicia Keys - „Hero“ – Chad Kroeger feat. Josey Scott - „The Middle“ – Jimmy Eat World - „Soak Up the Sun“ – Sheryl Crow - „A Thousand Miles“ – Vanessa Carlton | „Adrienne“ – The Calling - „Blurry“ – Puddle of Mudd - „In the End“ Linkin Park - „The Middle“ – Jimmy Eat World - „My Sacrifice“ – Creed - „Nice to Know You“ – Incubus - „Wasting My Time“ – Default - „Youth of the Nation“ – P.O.D.                                        |
| Kolaborace | |
| „Girlfriend“ – 'N Sync feat. Nelly - „Ain't It Funny“ – Jennifer Lopez feat. Ja Rule - „Always on Time“ – Ja Rule feat. Ashanti - „Gangsta Lovin'“ – Eve feat. Alicia Keys - „I Need a Girl (Part One)“ – P. Diddy feat. Usher & Loon - „Pass the Courvoisier, Part II“ – Busta Rhymes feat. P. Diddy & Pharrell - „Rainy Dayz“ – Mary J. Blige feat. Ja Rule - „What's Luv?“ – Fat Joe feat. Ashanti | |

### Ostatní
| Krásný muž | Krásná žena |
| --- | --- |
| Justin Timberlake - Brandon Boyd - Josh Hartnett - Ashton Kutcher - Brad Pitt - Usher - Tom Welling - Shane West          | Britney Spears - Jessica Alba - Jennifer Aniston - Beyoncé - Cameron Diaz - Sarah Michelle Gellar - Jennifer Lopez - Reese Witherspoonová |
| Atletika: Muž | Atletika: Žena |
| Kobe Bryant - Tony Hawk - Derek Jeter - Danny Kass - Jonny Moseley - Shaquille O'Neal - Apolo Anton Ohno - Alex Rodriguez | Michelle Kwanová - Sue Bird - Jennifer Capriati - Kelly Clark - Sasha Cohen - Mia Hamm - Sarah Hughes - Venus Williams                    |